# 政尾翼
政尾翼（まさお つばさ、1974年5月5日 - ）は、日本のゲームクリエイター、イラストレーター。埼玉県出身。

## 経歴
1997年にコナミに入社後、『ANUBIS ZONE OF THE ENDERS』のキャラクター原案&コスチュームデザインや、『メタルギアアシッド』シリーズのキャラクターデザインを担当。現在はスクウェア・エニックスのゲームである『光の4戦士 -ファイナルファンタジー外伝-』のアートワークを担当している。

### 参加作品年表
| 発売日         | 参加作品                                         |
| -------------- | ------------------------------------------------ |
| 1996年12月20日 | ありす in Cyberland                              |
| 1997年4月4日   | QUOVADIS 2〜惑星強襲オヴァン・レイ〜             |
| 1999年4月1日   | ときめきメモリアルドラマシリーズVol.3 旅立ちの詩 |
| 1999年7月29日  | グリントグリッター                               |
| 1999年7月29日  | GUITARFREAKS                                     |
| 1999年11月25日 | beatmania GB2 ガッチャミックス                   |
| 2000年2月24日  | GUITARFREAKS 3rdMIX & drummania 2ndMIX           |
| 2000年7月27日  | beatmania BEST HITS                              |
| 2000年9月21日  | KEYBOARDMANIA                                    |
| 2000年9月28日  | beatmania GB ガッチャミックス2                   |
| 2001年3月29日  | beatmania THE SOUND OF TOKYO!                    |
| 2001年11月29日 | メタルギアソリッド2                              |
| 2003年2月13日  | ANUBIS ZONE OF THE ENDERS                        |
| 2004年12月16日 | メタルギアアシッド                               |
| 2005年12月8日  | メタルギアアシッド2                              |
| 2009年10月29日 | 光の4戦士 -ファイナルファンタジー外伝-           |
| 2010年11月11日 | タクティクスオウガ 運命の輪                      |
| 2011年12月17日 | ロードオブアポカリプス                           |
| 2016年6月16日  | RS計画 -Rebirth Storage-                         |
| 2017年2月2日   | ファイアーエムブレム ヒーローズ                  |